# Windpark Big Horn

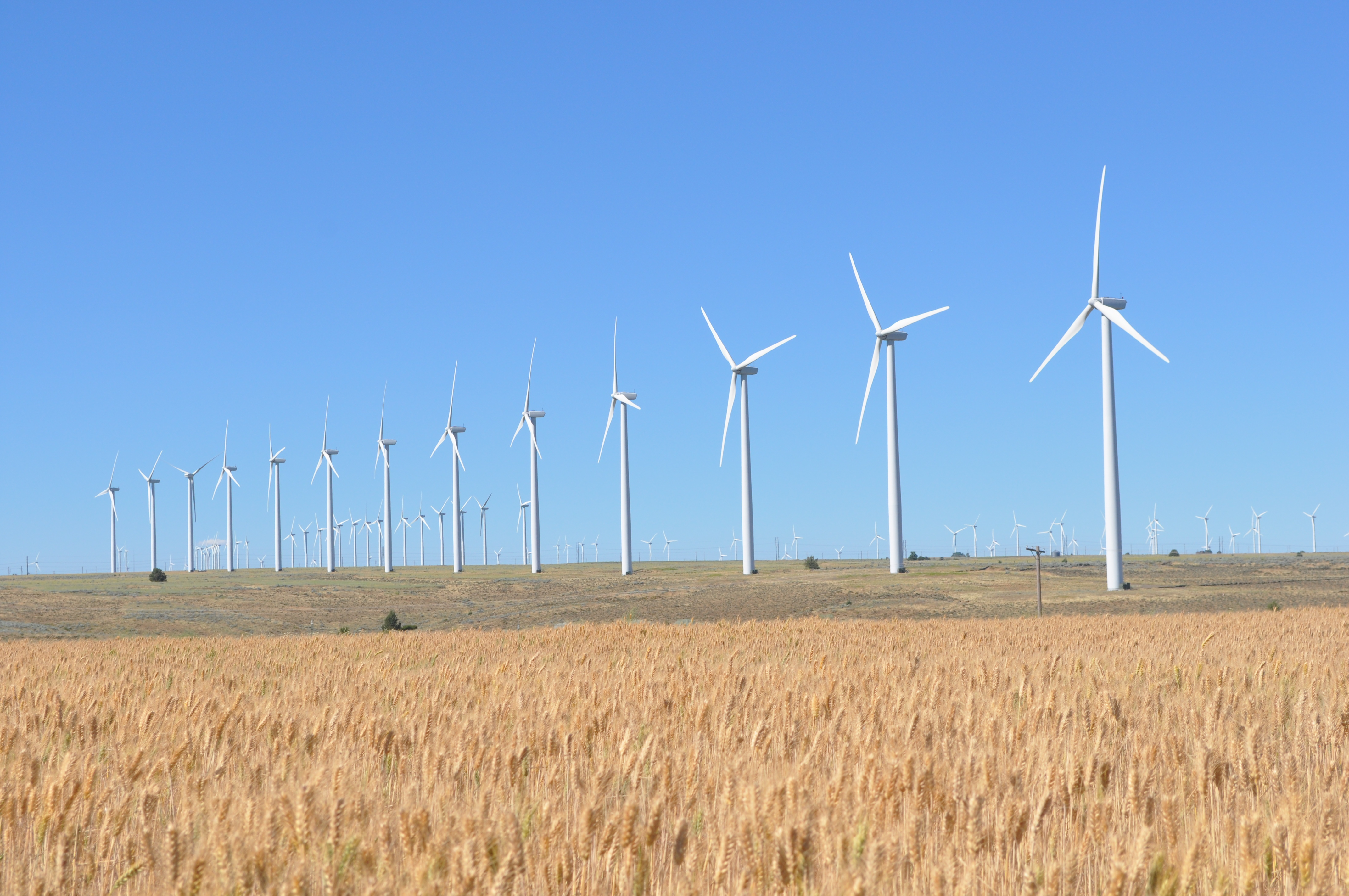
Windpark Big Horn

Der Windpark Big Horn ist ein 200-Megawatt-Windpark im Klickitat County im US-Bundesstaat Washington. Er nutzt 133 1,5-MW-Windturbinen von General Electric. Der Windpark befindet sich im Besitz von Big Horn LLC, einer Tochtergesellschaft von Iberdrola Renovables. 98 Prozent des Landes, auf dem er sich befindet, stehen weiterhin für traditionelle Nutzungen wie Jagd und Landwirtschaft zur Verfügung.

## Weblink
- http://www.renewableenergyaccess.com/rea/news/story?id=48671

Koordinaten: 45° 44′ 36,9″ N, 120° 47′ 38″ W